# Kong Christian X's Bisættelse
Kong Christian X's Bisættelse er en dansk dokumentarisk optagelse fra 1947.

## Handling
Kong Christian 10. døde 20. april 1947. Den 30. april finder bisættelsen sted. Tusindvis af borgere er mødt op for at tage afsked med deres konge, som ligger på castrum doloris (latin: smertens leje) i Christiansborg Slotskirke. På en åben hestevogn køres kisten gennem København til Hovedbanegården, hvorfra den transporteres til Roskilde Domkirke. I midten af filmen kommer der et slutskilt. Herefter følger en række fragmenterede og uredigerede optagelser af begivenheden.